# Tjuhujiv

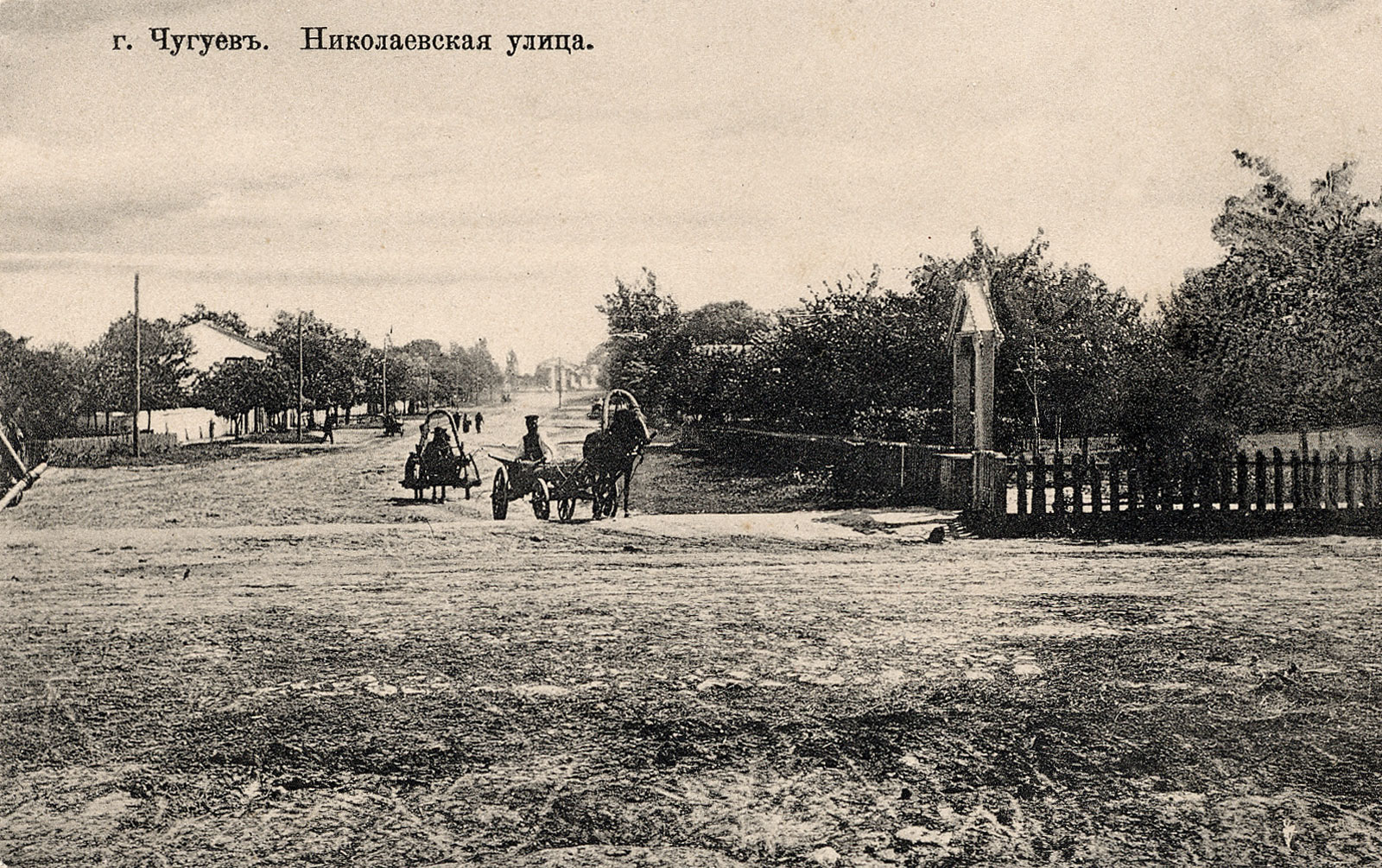
Vy av Tjuhujiv fotograferad runt 1910.

Tjuhujiv (ukrainska: Чугýїв uttal (fil); ryska: Чугу́ев, Tjugujev) är en stad i Charkiv oblast i östra Ukraina. Folkmängden uppgick till 32 327 invånare i början av 2012. I staden tillverkas en del livsmedelsprodukter, bland annat majonnäs.
Orten är mest känd för att ha varit hem för en framträdande bas inom det sovjetiska flygvapnet samt för dess militära flygskola där en stor del av Sovjetunionens stridspiloter utbildades. Idag finns det en militär flygbas tillhörande Ukrainas flygvapen i området. Ett ukrainsk militärflygplan av typen An-26 kraschade 25 september 2020 då det skulle landa på flygbasen
25 personer dog och två personer blev svårt brännskadade vid olyckan. 
Staden har haft militärstrategiskt värde sedan kosackernas tid. I staden låg även en sovjetisk artilleristridsskola före andra världskriget.